# Tbilisi Cup 2014
La Tbilisi Cup del 2014 fue la segunda edición del torneo de rugby. Al igual que el año anterior, se celebró en el Avchala Stadium de la ciudad de Tbilisi, capital de Georgia con 4 selecciones nacionales entre las que se cuenta la local.

## Equipos participantes
- Selección de rugby de Argentina A (Jaguares)
- Selección de rugby de España (XV del León)
- Selección de rugby de Georgia (Los Lelos)
- Selección de rugby de Italia A (Italia A)

## Posiciones
| Pos. | Equipo   | Encuentros | Encuentros | Encuentros | Encuentros | Tantos  | Tantos    | Tantos     | Puntos Bonus | Puntos Totales |
| Pos. | Equipo   | jugados    | ganados    | empatados  | perdidos   | a favor | en contra | diferencia | Puntos Bonus | Puntos Totales |
| ---- | -------- | ---------- | ---------- | ---------- | ---------- | ------- | --------- | ---------- | ------------ | -------------- |
| 1    | Jaguares | 3          | 3          | 0          | 0          | 112     | 43        | + 69       | 1            | 13             |
| 2    | Georgia  | 3          | 2          | 0          | 1          | 73      | 49        | + 24       | 0            | 8              |
| 3    | Italia A | 3          | 1          | 0          | 2          | 67      | 79        | - 12       | 0            | 4              |
| 4    | España   | 3          | 0          | 0          | 3          | 20      | 101       | - 81       | 0            | 0              |

Nota: Se otorgan 4 puntos al equipo que gane un partido y 2 al que empate
Puntos Bonus: 1 punto por convertir 4 tries o más en un partido y 1 al equipo que pierda por no más de 7 tantos de diferencia

## Resultados

### Primera fecha
| 14 de junio 17:00 | Georgia | 23 - 13 | España |                                                           |                                                           |
|                   |         | Reporte |        | Asistencia: 2000 espectadores Árbitro(s): Andrew McMenemy | Asistencia: 2000 espectadores Árbitro(s): Andrew McMenemy |

| 14 de junio 19:00 | Italia A | 20 - 45 | Jaguares |                                                           |                                                           |
|                   |          | Reporte |          | Asistencia: 1000 espectadores Árbitro(s): Dudley Phillips | Asistencia: 1000 espectadores Árbitro(s): Dudley Phillips |

### Segunda fecha
| 18 de junio 17:00 | Georgia | 16 - 26 | Jaguares |                                                       |                                                       |
|                   |         | Reporte |          | Asistencia: 2000 espectadores Árbitro(s): Luke Pearce | Asistencia: 2000 espectadores Árbitro(s): Luke Pearce |

| 18 de junio 19:00 | Italia A | 37 - 0  | España |                             |                             |
|                   |          | Reporte |        | Árbitro(s): Andrew McMenemy | Árbitro(s): Andrew McMenemy |

### Tercera fecha
| 22 de junio 17:00 | Georgia | 34 - 10 | Italia A |                             |  |
|                   |         |         |          | Árbitro(s): Dudley Phillips |  |

| 22 de junio 19:00 | Jaguares | 41 - 7 | España |                         |  |
|                   |          |        |        | Árbitro(s): Luke Pearce |  |

| Bandera de Argentina |
| Campeón Jaguares     |
| Primer título        |